# マリエン薬局
| 種類         | Sale of herbal products   |
| 業種         | Personal care             |
| 設立         | 1858年                    |
| 創業者       | Johann Baptist Fleischman |
| 所在地       | Prien, Germany            |
| 事業地域     | Japan,Germany             |
| ウェブサイト | marienremedy.com          |

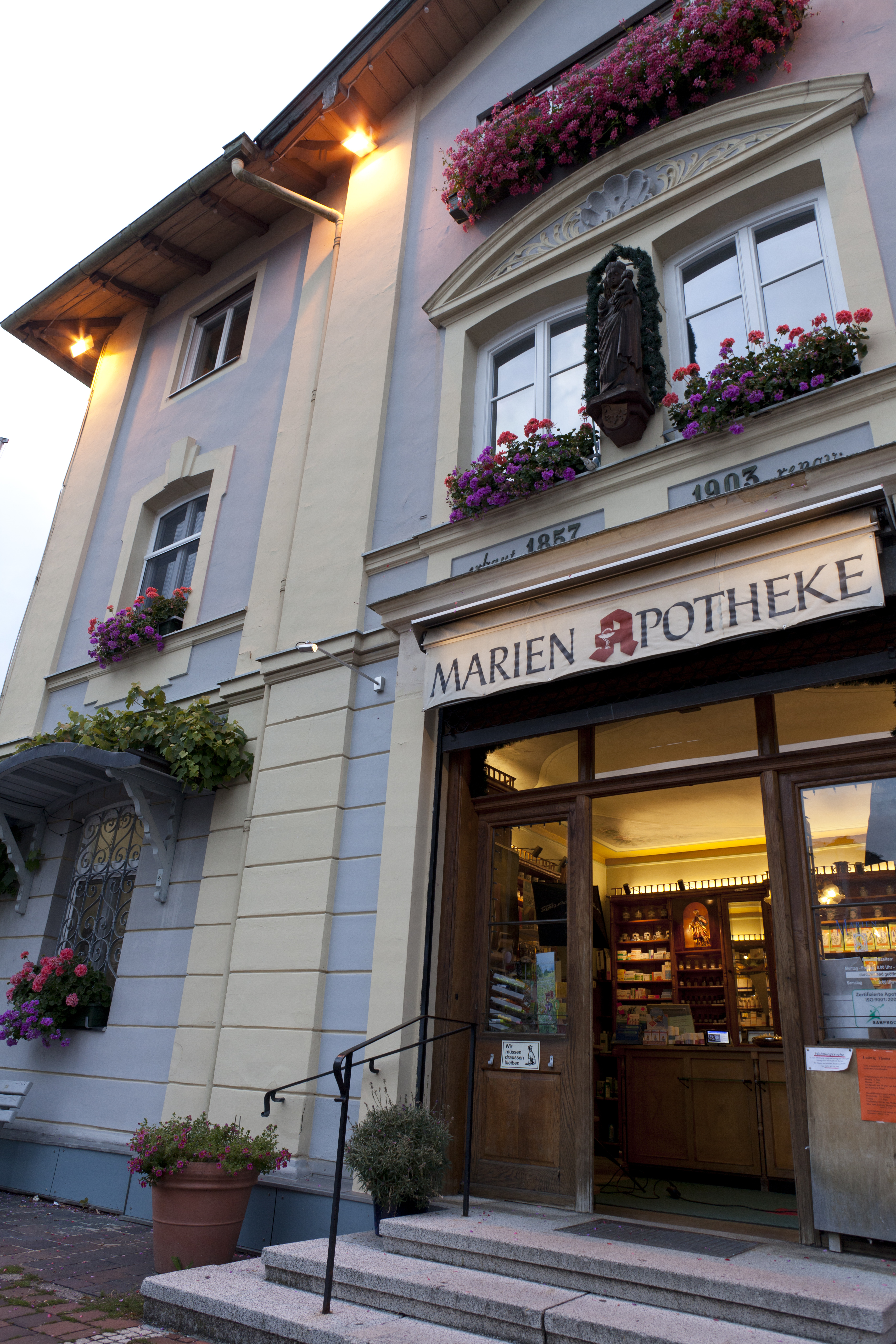
マリエン薬局 Marien-Apotheke

マリエン薬局は、ドイツ発のハーブ製品ブランド。1858年創業の老舗処方薬局をルーツとする。トレードマークは聖母子像。2020年10月よりブランド名称変更。現在のブランド名称はマリエン。

## 歴史
1858年：ドイツ・プリーンの街にマリエン薬局を開局。創業者は公認薬剤師のヨハン・バプティスト・フライシュマン。薬草を原料とする自然薬を調合し製造。まだ鉄道が開発されていなかった当時、ローゼンハイムからトラウンシュタイン間では唯一の薬局だった。
1887年：ジョセフ・フライシュマンが2代目薬局長就任。
1900年：プリーン市長でもあったパウル・ワインハルト博士が、マリエン薬局の新しい所有者となる。プリーン地方で初めて包帯を作った。
1907年：薬局建造物の大改修。玄関ドアは現存している。※2021年現在
1925年：3代目薬局長他界。
1934年：グスタブ・テネッセンが4代目薬局長就任。
1944年：ヘアマン・カーラーが5代目薬局長就任。
1951年：ヴィリ・ラシュカが6代目薬局長就任。
1961年：フリッツ・ロイター博士が7代目薬局長就任。ホメオパシーの複合薬「レメディウム」を開発。
1969年：医薬品の製造・販売を開始。正式にEKFシリーズ始動。
1978年：連邦保健局（当時）にEKF製品を登録。
1981年：クリニックと初のサプライ契約。
1984年：ヘルベルト・ロイター博士が8代目薬局長就任。
1995年：抗がん剤の製薬を開始。
1996年：薬局内に細胞培養部門を開設。
2000年：工業用生産室の改造により、薬局拡張。
2005年：卸売りのライセンスを取得。
2007年：複数の処方薬を、服用一回分の摂取時間単位で個別梱包するブリスター・マシンを導入。介護施設への供給開始。
2009年：クリニック向け納品の供給拠点を移転。自動ピッキングマシンの導入による規模拡大。
2013年：AMG第13条に基づく製造許可（GMP）取得。
出典・マリエン・アポテーケ

## 日本における展開
マリエン薬局の薬剤師一家に嫁いだ日本人女性が、自身のドイツでの出産・育児で経験した母乳育児ブレンド（薬剤師である姑のレシピ）の魅力を、日本の友人たちに紹介したことをきっかけとして、多くの女性や助産師の信頼を得て乳腺炎や不妊症などの相談サイトにてクチコミで広まっていった。
2004年：代理輸入販売を開始。
2008年：公式オンラインショップの販売開始。
2020年：名称をマリエンに変更。ドイツ薬機法と日本薬局方に準じ商品名称変更。食品としての取り扱い開始。

## 開発にまつわるエピソード
マリエン薬局のオリジナル製品
ドイツ・プリーンの街にまだ鉄道が開通していなかった1858年、ローゼンハイムからトラウンシュタイン間では唯一の薬局で地域ではかけがえのない存在であった当時、人気であったオリジナル製品は、数百年前からアルプス山麓に伝わる強壮剤「プリーンエナジードリンク」。
業務拡大した1900年頃、アルプスから流れ出てくる湧水を薬局内で瓶に詰めた「つめたてほやほやのミネラルウォーター」がヒット製品となり、また、人間だけでなく地元農家の家畜の健康管理も担う中で動物用の自然医薬品も増えていった。
ハーブティーをグミキャンディに
2011年3月11日の東日本大震災への支援活動を通して生まれた。
お湯や容器の用意が難しい状況の中で、お湯で抽出する以外の方法でハーブの効能を取り入れるために、研究開発を重ね、天然原料のハーブエキスをそのままグミキャンディに閉じ込めることに成功し、製品化に至った。
後に、デトックスのためのハーブティーやリバイタルのためのハーブティーも、グミキャンディ製品化の開発に成功している。